# Ton van Trier
Anthonius Arnoldus Theodurus Maria (Ton) van Trier (Oss, 7 februari 1926 – Eindhoven, 26 november 1983) was een Nederlands ingenieur, hoogleraar en politicus.
Van Trier was een Eindhovense hoogleraar en CDA-bewindsman. Hij was voorzitter van de Raad van Advies voor het Wetenschapsbeleid tot hij in 1979 na het overlijden van minister Peijnenburg minister voor Wetenschapsbeleid werd in het kabinet-Van Agt I. Hij speelde geen opvallende rol in dat kabinet; hij zette het werk van zijn voorganger voort, onder andere via de publicatie van de Innovatienota. Hij was voor hij minister werd hoogleraar elektrotechniek en werd na zijn ministerschap lid van de Wetenschappelijke Raad voor het Regeringsbeleid. Ook was hij van 1982 tot aan zijn overlijden in 1983 voorzitter van de Nationale Unesco Commissie. 
- Biografisch Portaal: 29131308
- International Standard Name Identifier: 0000 0003 9352 2328
- Nederlandse Thesaurus van Auteursnamen: 069127573
- Parlement.com: vg09llh4mxwu
- Virtual International Authority File: 287778492
- WorldCat: E39PBJdgWfh9WcdFKKqRRxfDv3

1. ↑  "Familie Berichten", NRC Handelsblad, 28 november 1983. Geraadpleegd op 18 maart 2024. – via Delpher. “Midden in zijn rijk gevulde leven werd op 57-jarige leeftijd door de dood omgeven
Dr. ir. Antonius Arnoldus Theodorus Maria van Trier”